# Marcos Delgado
Marcos Delgado (Chiclayo, Departamento de Lambayeque, Perú, 17 de febrero de 1988) es un futbolista peruano. Juega como mediocentro defensivo  y su equipo actual es Asociación Deportiva Agropecuaria que participa en la Liga 2 de Perú. Tiene 37 años.

## Trayectoria
Debutó con Sporting Cristal el 26 de agosto de 2007 en la victoria de su equipo por 1-0 sobre el Coronel Bolognesi, aquel año fue elegido como la revelación del club celeste. Permaneció dos años en el club. 
En el 2009 fue cedido a préstamo al Coronel Bolognesi de Tacna.
A inicios del 2010 fue contratado por el C.N.I..
También jugó por el Sport Huancayo en el descentralizado 2011. 
El 2012 fue fichado nuevamente por Sporting Cristal y consiguió el campeonato del Descentralizado 2012. Marcos Delgado fue elegido además como el mejor jugador del primer play-off de la final nacional. A final del 2013 renovó su vínculo con el equipo cervecero por 2 años más.
En el 2015 llega al Juan Aurich para jugar la Copa Libertadores 2015. Es recordado por el gol que le anotó en el último minuto al River Plate en el Monumental de Buenos Aires, partido que terminó 1-1.
En el 2016 ficha por Deportivo Municipal.
En el 2017 ficha por Alianza Atlético, club con el que terminó descendiendo de categoría.
En el 2018 fichó por Sport Huancayo para jugar la Copa Sudamericana 2018.
En el 2019 fichó por Ayacucho FC. A mitad de temporada se confirma su fichaje al Club Deportivo San Martin para lo que resta de la temporada.

## Clubes
| Club                   | País | Año       |
| ---------------------- | ---- | --------- |
| Sporting Cristal       | Perú | 2007-2008 |
| Coronel Bolognesi      | Perú | 2009      |
| C.N.I.                 | Perú | 2010      |
| Sport Huancayo         | Perú | 2011      |
| Sporting Cristal       | Perú | 2012-2014 |
| Real Garcilaso         | Perú | 2014      |
| Juan Aurich            | Perú | 2015      |
| Deportivo Municipal    | Perú | 2016      |
| Alianza Atlético       | Perú | 2017      |
| Sport Huancayo         | Perú | 2018      |
| Ayacucho FC            | Perú | 2019      |
| Universidad San Martín | Perú | 2019      |
| Cusco FC               | Perú | 2020      |
| Ayacucho FC            | Perú | 2021      |
| Universidad San Martín | Perú | 2022      |
| Deportivo Llacuabamba  | Perú | 2023      |
| Santos FC              | Perú | 2024      |
| ADA                    | Perú | 2025 -    |

## Palmarés

### Campeonatos nacionales
| Título                    | Club             | País | Año  |
| ------------------------- | ---------------- | ---- | ---- |
| Primera División del Perú | Sporting Cristal | Perú | 2012 |

### Distinciones individuales
| Distinción                                    | Año  |
| --------------------------------------------- | ---- |
| Mejor jugador del Primer Play-off 2012        | 2012 |
| Mejor gol del Campeonato Descentralizado 2012 | 2012 |